# Gymnosporia puberula
Gymnosporia puberula är en benvedsväxtart som beskrevs av M. Laws. Gymnosporia puberula ingår i släktet Gymnosporia och familjen Celastraceae. Inga underarter finns listade.